# Skuggkornlöpare
Skuggkornlöpare (Amara anthobia) är en skalbaggsart som beskrevs av Martín Villa Carenzo. Skuggkornlöpare ingår i släktet Amara och familjen jordlöpare. Arten är reproducerande i Sverige. Inga underarter finns listade i Catalogue of Life.